# Kelvin (eenheid)

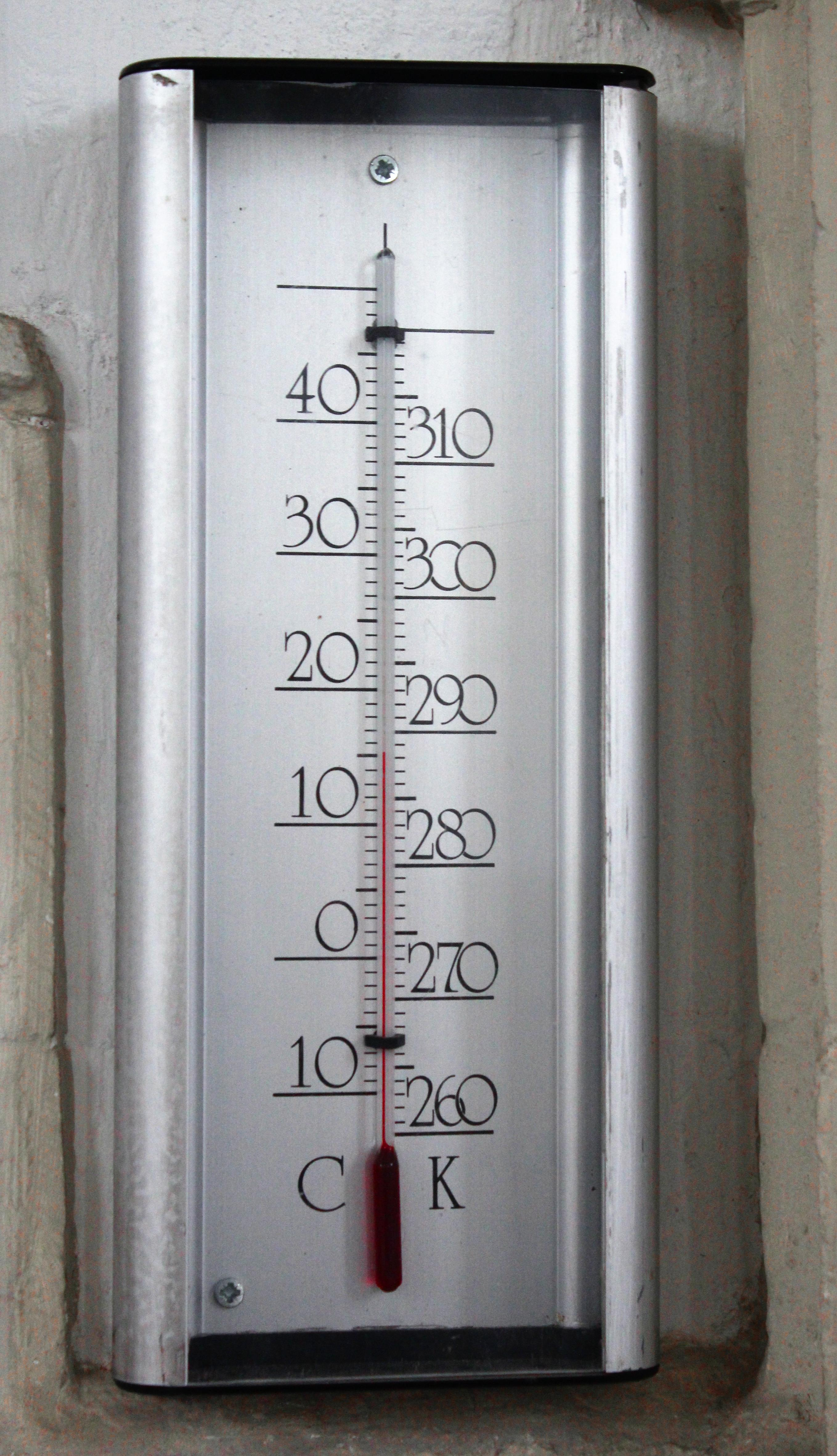
Thermometer met een schaal in graden Celsius en een Kelvinschaal

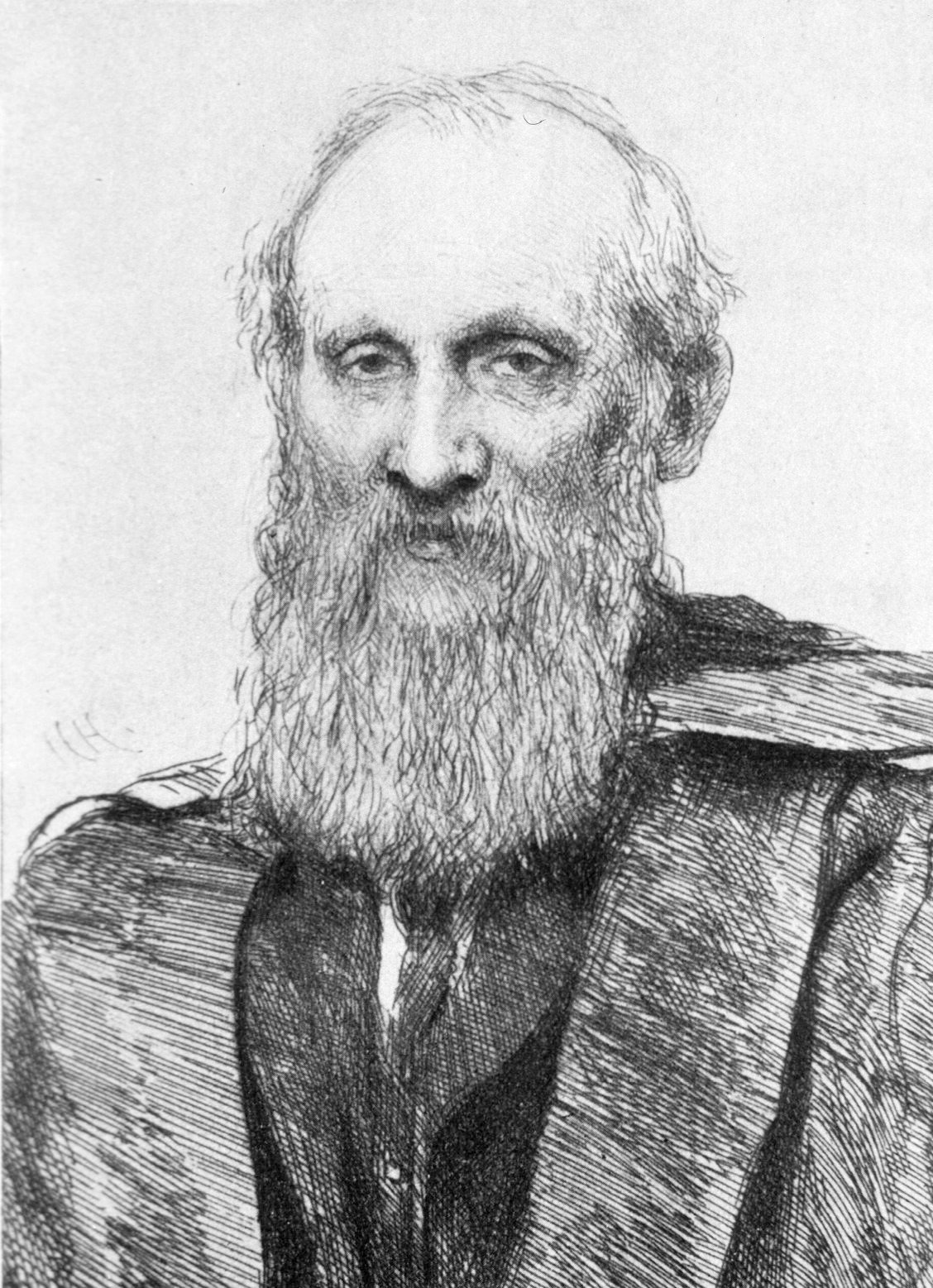
William Thomson alias Lord Kelvin

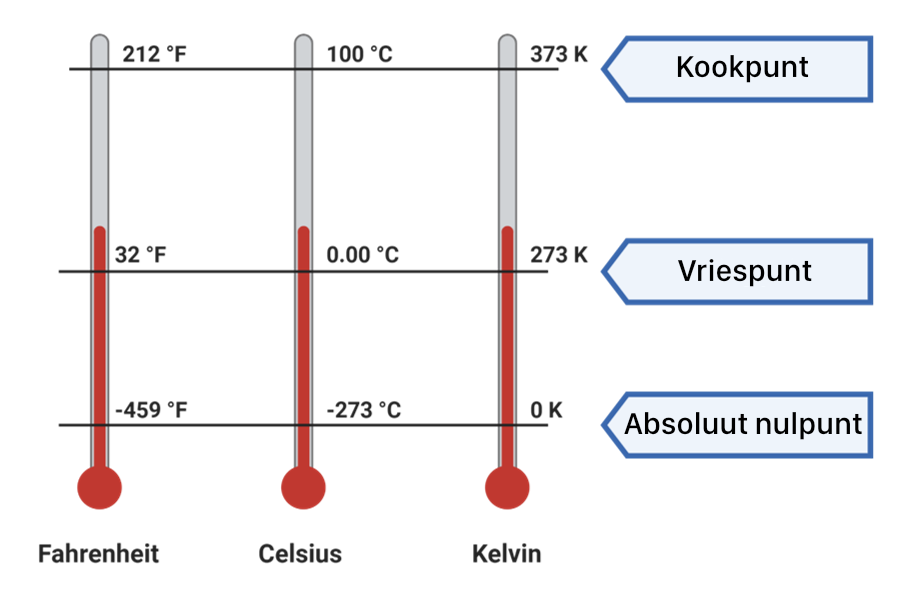
Vergelijking van temperatuurschalen met het kook- en vriespunt van water en het absolute nulpunt.

Kelvin (symbool: K) is de eenheid van thermodynamische temperatuur; een van de zeven basiseenheden van het SI-stelsel.
De schaal is genoemd naar de Britse fysicus William Thomson (1824-1907), die later in de adelstand werd verheven als Lord Kelvin.

## Definitie

### Tot 2019
De definitie van de kelvin-temperatuurschaal bestaat uit twee delen:
- 0 K is gelijk aan het absolute nulpunt, de laagste temperatuur die theoretisch bereikbaar is (alle moleculaire beweging is bij deze temperatuur afwezig).
- 1 K is het 1/273,16e deel van de thermodynamische temperatuur van het tripelpunt van water. Dit tripelpunt ligt 0,01 °C (graden Celsius) hoger dan het smeltpunt van ijs. Vandaar dat in de omrekening naar graden Celsius de waarde −273,15 gebruikt wordt, want 0 °C is gedefinieerd als de temperatuur van smeltend ijs in water bij p = p0.

In de definitie van de kelvin wordt gerefereerd aan water met de volgende isotopenverhouding:
- 0,000 155 76 mol deuterium per mol protium [2H / 1H],
- 0,000 379 9 mol zuurstof-17 per mol zuurstof-16 [17O / 16O],
- 0,002 005 2 mol zuurstof-18 per mol zuurstof-16 [18O / 16O].

### Sinds 20 mei 2019
Sinds 20 mei 2019 wordt de boltzmannconstante experimenteel bepaald. In de herdefinitie van de basiseenheden wordt aan deze constante een exacte waarde toegekend (1,380 649·10−23 J K−1). De kelvin wordt vervolgens van die waarde afgeleid: de thermodynamische temperatuur stijgt met 1 K als de thermische energie 1,380 649·10−23 J stijgt. Als gevolg daarvan is het tripelpunt van water sinds 20 mei 2019 niet meer exact 273,16 kelvin, maar wel met grote nauwkeurigheid daaraan gelijk.

## Verband met de Celsiusschaal
De schaal van Kelvin is in feite afgeleid van de schaal van Celsius, met een ander nulpunt. De Celsiusschaal kan worden uitgedrukt in kelvin maar er is een belangrijk verschil. In de thermodynamica kent men het begrip thermische energie. Grofweg is dat de energie die in de thermische beweging van de moleculen opgeslagen is. Deze energie is evenredig met de absolute temperatuur T:
Ethermisch = kT
De evenredigheidsconstante k heet de boltzmannconstante en heeft als eenheid joule per kelvin [J/K]. Dat wil zeggen dat als de absolute temperatuur twee keer zo hoog is, er ook twee keer zo veel thermische energie aanwezig is. Deze uitspraak geldt voor een absolute temperatuurschaal, zoals de kelvinschaal, maar niet voor de Celsiusschaal. De kelvin is een absolute eenheid met een natuurlijk nulpunt, net als de joule, de ampère en bijna alle andere eenheden. Bij de Celsiusschaal is dit niet zo. 
De eenheid van temperatuur heet sinds 1967 officieel de kelvin, en niet meer zoals daarvoor de "graad Kelvin" (zoals bij andere temperatuurschalen). Ook is de toevoeging van de ° als symbool, komen te vervallen:
273,15 K = 0 °C
Bij zeer hoge temperaturen is er nauwelijks verschil tussen de aanduiding in kelvin en in graden Celsius. De temperatuur in het inwendige van de zon is in populaire literatuur vaak 15 miljoen graden Celsius, en in wetenschappelijke literatuur 15 miljoen kelvin is. Dat is niet significant verschillend.

## Kleurtemperatuur
Ook de kleurtemperatuur wordt meestal in kelvin aangegeven.

## Unicode
Het kelvinsymbool K is opgenomen in Unicode als U+212A en ziet er normaal gesproken exact hetzelfde uit als een hoofdletter K.